# 鳥居みゆきの社交辞令でハイタッチ
鳥居みゆきの社交辞令でハイタッチ（とりいみゆきのしゃこうじれいではいたっち）は、GyaOジョッキー内で2007年11月29日より配信が開始されたトークバラエティ番組。配信時間は毎月第1木曜日、23 - 24時。GyaOジョッキーの閉局により、2009年8月6日に全22回の配信をもって番組終了

## 出演者
- 鳥居みゆき
- 藤井宏和（飛石連休）現：藤井ペイジ

### スタッフ
- 構成作家：栗坂祐輝

## DVD
- 鳥居みゆきの社交辞令でハイタッチ「表ワースト編」（2010年3月25日、コンテンツリーグ）
- 鳥居みゆきの社交辞令でハイタッチ「裏ベスト編」（2010年3月25日、コンテンツリーグ）